# Flip Buurmeijer
Jan Filippus (Flip) Buurmeijer (Leens, 24 januari 1940) is een Nederlands politicus en bestuurder. Namens de Partij van de Arbeid was hij van 1979 tot 1994 lid van de Tweede Kamer.
Voordat Buurmeijer in 1979 in de Kamer kwam, was hij onder andere adviseur op het ministerie van Cultuur, Recreatie en Maatschappelijk Werk (CRM). In het parlement hield hij zich voornamelijk bezig met het onderwerp sociale zekerheid. Ook voerde hij het woord over het minderhedenbeleid. Van 1992 tot 1994 was hij voorzitter van de parlementaire enquêtecommissie die onderzoek deed naar het functioneren van de uitvoeringsorganen in de sociale zekerheid.
Na zijn Kamerlidmaatschap gaf hij als voorzitter van organisaties leiding aan herziening van de uitvoering van de sociale zekerheid. Zo was hij van 1995 tot 1997 voorzitter van het Tijdelijk instituut voor coördinatie en afstemming (Tica) en van 1997 tot 2002 voorzitter van het Landelijk instituut sociale verzekeringen (Lisv). Van 2003 tot 1 mei 2004 leidde Buurmeijer het College Implementatie Indicatiebeleid AWBZ en van 1 april 2004 tot 2 februari 2005 het Centrum Indicatiestelling Zorg (CIZ). Daarna werd hij voorzitter van de raad van toezicht van het CIZ. Hij vervulde daarnaast een aantal commissariaten (Eureko/Achmea; Sallcon; Alexander Calder; MatchCare).